# Паттерсон (Огайо)
Паттерсон (англ. Patterson) — селище (англ. village) в США, в окрузі Гардін штату Огайо. Населення — 130 осіб (2020).

## Географія
Паттерсон розташований за координатами 40°46′56″ пн. ш. 83°31′34″ зх. д. / 40.78222° пн. ш. 83.52611° зх. д. (40.782294, -83.526030).  За даними Бюро перепису населення США в 2010 році селище мало площу 0,28 км², уся площа — суходіл.

## Демографія
Згідно з переписом 2010 року, у селищі мешкало 139 осіб у 53 домогосподарствах у складі 38 родин. Густота населення становила 504 особи/км².  Було 56 помешкань (203/км²).
Расовий склад населення:
| - 99,3 % — білих |

До двох чи більше рас належало 0,7 %. Частка іспаномовних становила 2,2 % від усіх жителів.
За віковим діапазоном населення розподілялося таким чином: 22,3 % — особи молодші 18 років, 64,0 % — особи у віці 18—64 років, 13,7 % — особи у віці 65 років та старші. Медіана віку мешканця становила 42,3 року. На 100 осіб жіночої статі у селищі припадало 80,5 чоловіків;  на 100 жінок у віці від 18 років та старших — 74,2 чоловіків також старших 18 років.
Середній дохід на одне домашнє господарство  становив 40 443 долари США (медіана — 38 333), а середній дохід на одну сім'ю — 40 235 доларів (медіана — 35 000). За межею бідності перебувало 36,4 % осіб, у тому числі 55,6 % дітей у віці до 18 років та 11,8 % осіб у віці 65 років та старших.
Цивільне працевлаштоване населення становило 53 особи. Основні галузі зайнятості: виробництво — 56,6 %, освіта, охорона здоров'я та соціальна допомога — 9,4 %, фінанси, страхування та нерухомість — 7,5 %, будівництво — 7,5 %.